# Benzylpipérazine
Pour les articles homonymes, voir BZP.
La benzylpipérazine (BZP) est une drogue récréative, de formule brute C11H16N2, contenant un groupement benzyl accroché à une molécule de pipérazine.
Consommé pour ses propriétés euphorisantes et stimulantes (via les neuromédiateurs sérotonine et dopamine), elle est considérée comme un produit stupéfiant en France.
La benzylpipérazine fut d'abord synthétisée en vue d'une utilisation comme médicament antihelmintique en 1944. Son utilisation comme psychotrope chez l'humain a rapidement quitté le domaine médical pour une utilisation récréative au début des années 1990 avec la multiplication des drogues de synthèse. Distribuée illégalement sous la forme de comprimé ou capsules (dosées entre 75 et 250 mg), c'est une « drogue de club », consommée dans des ambiances festives (boîtes de nuits, soirées,  rave parties), souvent en association avec d'autres stupéfiants. Encore rare, elle est cependant considérée comme une drogue émergente.
La consommation de BZP peut être à l'origine de céphalées, de nausées ou d'accidents cardio-vasculaires. La BZP a été inscrite à la liste des stupéfiants, en France, en mai 2008  et en Nouvelle-Zélande, la même année. 
Passant la barrière hémato-encéphalique, son action pharmacologique procède par une inhibition du transporteur SERT de recapture de la sérotonine, qui est aussi la cible des antidépresseurs de type ISRS (inhibiteur sélectif de la recapture de la sérotonine). Par conséquent, la drogue a un effet net positif sur la concentration de sérotonine dans la fente synaptique. La BZP possède aussi un effet plus faible et moins spécifique sur la recapture de la dopamine et de la noradrénaline.

## Anecdote
Surnommée « Bath Salts » en anglais, cette drogue fut popularisée par les médias comme étant à l'origine de l'agression commise par Rudy Eugene, qui avait dévoré 75 % du visage d'un SDF à Miami et n'avait pu être arrêté qu'après avoir été atteint de six balles. Cette histoire fut par la suite réfutée par les rapports de toxicologie.

## Sources
- Benzylpiperazine (BZP) sur le site Tox Wiki